# Eardwulf (Northumbria)

England zur Zeit Eardwulfs

Eardwulf (auch Eardulf, Eardulfus, Earduulfus, Ardulfus, Ardwulfus, St. Hardulph etc.; † um 810 oder um 830) war von 796 bis zu seinem Tod König des angelsächsischen Königreiches Northumbria. Die Zeit von 806 bis 808 verbrachte er, seines Amtes enthoben, im Exil. Er gilt als Heiliger.

## Leben

### Familie
Über Eardwulfs Herkunft ist nichts weiteres bekannt als dass sein Vater ebenfalls Eardwulf oder Earnwulf hieß. Möglicherweise stammte er von Eadwulf (705–706) aus dem northumbrischen Königshaus ab.
Alkuin kritisierte, dass er seine Frau bald nach seiner Krönung (796) verstieß und mit einer Konkubine zusammenlebte. Während seines Exils von 806 bis 808 heiratete Eardwulf angeblich eine illegitime Tochter Karls des Großen. Mit seiner ersten Frau hatte er den Sohn Eanred.

### Frühe Jahre
Erstmals wird er als Ealdorman im Jahr 790 erwähnt, als König Æthelred I. (774–778/779 und 790–796) ihn gefangen nehmen ließ. Eardwulf sollte in Ripon vor den Toren des Klosters hingerichtet werden. Die Mönche brachten den scheinbar leblosen Körper in ein Zelt vor der Kirche. In der Nacht fanden sie ihn darin lebend vor. Dieses „Wunder“, auf das auch Alkuin in einem Brief an Eardwulf bezugnimmt, war wohl der Grund für seine spätere Verehrung als Heiliger. Eardwulf verließ Northumbria und ging ins Exil.

### Herrschaft

#### Thronfolge

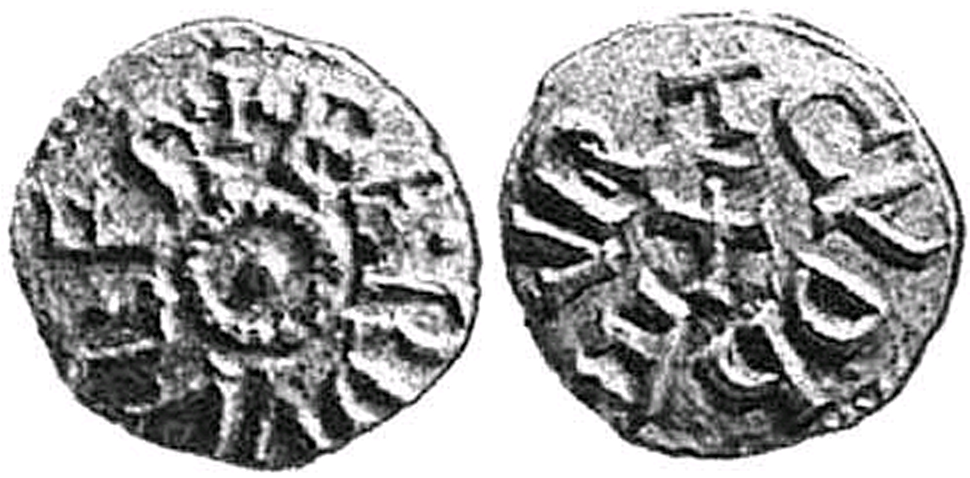
Von Eardwulf emittierte Münze

König Æthelred fiel am 18. April 796 in Cobre (Corbridge) einer Verschwörung der Ealdormen Ealdred und Wada zum Opfer. Osbald wurde, vermutlich von den Verschwörern, zu dessen Nachfolger gemacht. Bereits nach 27 Tagen wurde er abgesetzt und musste fliehen. Zunächst fand er im Kloster Lindisfarne Asyl. Wenig später floh er mit einigen Mönchen per Schiff zu den Pikten, deren König Caustantín mac Fergusa (um 789–820) ihm Zuflucht gewährte.
Sein Nachfolger Eardwulf kehrte aus dem Exil zurück und bestieg am 14. Mai den Thron. Er wurde am 26. Mai 796 in York von Erzbischof Eanbald I. (um 780–796) und den Bischöfen Æthelberht von Hexham (789–797), Higbald von Lindisfarne (780–803) und Baldwulf von Whithorn (791–803) gekrönt.

#### Machtkämpfe
Eardwulfs frühe Jahre als König waren von inneren Unruhen geprägt. Der Ealdorman Wada, der sich den Mördern König Æthelreds von Northumbria angeschlossen hatte, führte im Jahr 798 eine Revolte gegen Eardwulf an, die möglicherweise von Osbald unterstützt wurde. In der für beide Seiten verlustreichen Schlacht von Billingahoth (Billington Moor) bei Walalege (Whalley in Lancashire) besiegte Eardwulf am 2. April die Aufständischen und verschaffte der königlichen Macht zunächst wieder Geltung. Im Jahr 799 ließ Eardwulf den Ealdorman „Moll“ hinrichten, der wahrscheinlich ein Nachfahre des ehemaligen Königs Æthelwald Moll (759–765) war. Zur Kirche hatte er ein ambivalentes Verhältnis. Erzbischof Eanbald II. (796–um 808) von York gewährte Eardwulfs Feinden Asyl und eignete sich einige Ländereien an, wogegen Eardwulf schließlich militärisch vorging. Die Klöster in Ripon und Hexham hingegen scheinen Eardwulf unterstützt zu haben.
Alcmund, der im Jahr 800 von den Wachen Eardwulfs ermordet wurde, war angeblich ein Sohn des ehemaligen Königs Ealchred (765–774). Alcmund wurde in  Derby beigesetzt und als Heiliger verehrt. Die Bestattung in Mercia weist auf eine Einmischung Cenwulfs (796–821) von Mercia in die northumbrische Politik hin. Nachdem König Cenwulf northumbrische Exilanten an seinem Hof aufgenommen hatte, fiel König Eardwulf im Jahr 801 in Mercia ein. Durch Vermittlung englischer Bischöfe wurde jedoch ein für beide Seiten akzeptables Friedensabkommen geschlossen.

#### Exil
Im Jahr 806, nach anderen Quellen möglicherweise erst 808, wurde Eardwulf aus Northumbria vertrieben. Möglicherweise zog hier wieder Cenwulf von Mercia im Hintergrund die Fäden. Ælfwald II., über den fast nichts bekannt ist, usurpierte den Thron. Eardwulf floh nach Nijmegen an den Hof Karls des Großen, mit dem er eine Allianz schloss. Er fuhr im Jahr 808 nach Rom, um sich die Unterstützung des Papstes Leo III. zu sichern.

#### Zweite Amtszeit

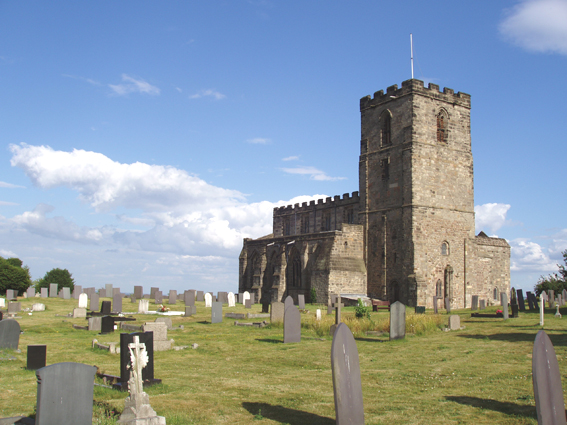
Church of St Mary and St Hardulph

Eardwulfs zweite Amtszeit ist nur sehr unsicher belegt. Die Königsliste dieses Jahrhunderts ist äußerst unklar und so könnte auch Eanred, der Sohn Eardwulfs, Ælfwalds Nachfolger gewesen sein. Andere Historiker, wie z. B. Simon Keynes halten eine zweite Amtszeit für möglich, während insbesondere Kirby und Rollason davon ausgehen, dass Eardwulf tatsächlich ein zweites Mal als König von Northumbria regierte.
Eardwulf kehrte wohl im Jahr 808 in Begleitung des Diakons Aldulfus und der Äbte Hruotfridus und Nantharius nach Northumbria zurück und gelangte durch die Intervention der fränkischen Gesandten wieder auf den Thron. König Eardwulfs weiteres Leben ist nicht überliefert, selbst sein Sterbedatum ist unsicher und wird um 810 oder um 830 angesetzt. Nach Roger von Wendover, einem Chronisten des 13. Jahrhunderts, folgte sein Sohn Eanred im Jahr 810 auf den Thron und herrschte bis 840/841. Aufgrund von Münzfunden von Eanred, die aus stilistischen Gründen auf etwa 850 datiert wurde, vertritt Rollason die Auffassung, dass Eardwulf bis um 830 geherrscht habe, wodurch sich auch die Regierungszeiten der späteren Könige von Northumbria verschieben. Eardwulf wurde im Kloster von Breedon on the Hill (Leicestershire) beigesetzt, wo ihm die Church of St Mary and St Hardulph geweiht wurde.